# گوش‌ربا
گوش‌رُبا یا هوک (به انگلیسی: hook) یک ایده موسیقایی، مثل یک ترجیع‌بند یا عبارت است که در موسیقی عامه‌پسند برای گیرایی و جذابیت، یعنی گوش‌ربایی و جلب توجه مخاطب، به کار می‌رود. معمولاً این واژه در مورد موسیقی‌های عامه‌پسند، به‌ویژه موسیقی راک، آراندبی، هیپ‌هاپ و پاپ کاربرد دارد. در این ژانرها، گوش‌ربا معمولاً در هم‌خوانی‌ها وجود دارد. گوش‌ربا ممکن است ملودیک یا ریتمیک باشد و بسیاری وقت‌ها مشتمل است بر ترجیع‌بند یا موتیف اصلی یک قطعه موسیقی.

## تعریف
بعضی گوش‌ربا را این‌طور تعریف کرده‌اند: عبارتی موسیقایی یا شعری که بسیار برجسته است و به‌آسانی به خاطر سپرده می‌شود. گوش‌رباها معمولاً تکرار می‌شوند، توجه را جلب می‌کنند، در حافظه می‌مانند، به‌راحتی می‌توان با آنها رقصید و قابلیت‌های تجاری دارند. گوش‌ربا بخشی از ترانه و گاهی عنوان یا بخشِ اصلیِ متن ترانه است.